# Stethaprioninae
Stethaprioninae è una sottofamiglia di pesci d'acqua dolce appartenente alla famiglia Characidae.

## Specie
Attualmente (2017) il genere comprende 17 specie, raggruppate in 6 generi:
- Brachychalcinus copei
- Brachychalcinus nummus
- Brachychalcinus orbicularis
- Brachychalcinus parnaibae
- Brachychalcinus retrospina
- Gymnocorymbus bondi
- Gymnocorymbus flaviolimai
- Gymnocorymbus ternetzi
- Gymnocorymbus thayeri
- Orthospinus franciscensis
- Poptella brevispina
- Poptella compressa
- Poptella longipinnis
- Poptella paraguayensis
- Stethaprion crenatum
- Stethaprion erythrops
- Stichonodon insignis